# (27446) Landoni
(27446) Landoni est un astéroïde de la ceinture principale d'astéroïdes.

## Description
(27446) Landoni est un astéroïde de la ceinture principale d'astéroïdes. Il fut découvert le 29 mars 2000 à Socorro (Nouveau-Mexique) par le projet LINEAR. Il présente une orbite caractérisée par un demi-grand axe de 2,44 UA, une excentricité de 0,11 et une inclinaison de 7,5° par rapport à l'écliptique.

## Compléments